# Aeroportul Rawalakot
Aeroportul Rawalakot (IATA: RAZ, ICAO: OPRT) este un aeroport din Azad Kashmir⁠(d), India, India.
Situat la o altitudine de 1.670 m, aeroportul dispune de o singură pistă. Este operat de Pakistan Civil Aviation Authority⁠(d).